# Schneeberg (hegy)

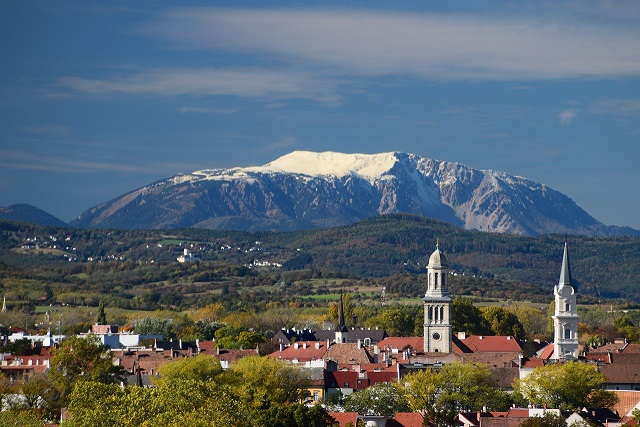
A Schneeberg Sopronból

A Schneeberg (ejtsd: Snéberg) Alsó-Ausztria legmagasabb hegycsúcsa az Alpok hegységben, egyben az Alpok fő vonulatának utolsó keleti tagja, amely magasságával meghaladja a 2000 métert. A hegység látképe Észak-Burgenlandból, Bécsből és az Alpokalja tájegységről is könnyen megfigyelhető Kőszegtől Sopronig. Tiszta időben Magyarországról akár a Bakonyból vagy a Tapolcai-medence tanúhegyeiről is jól látható.

## Fekvése, adottságok

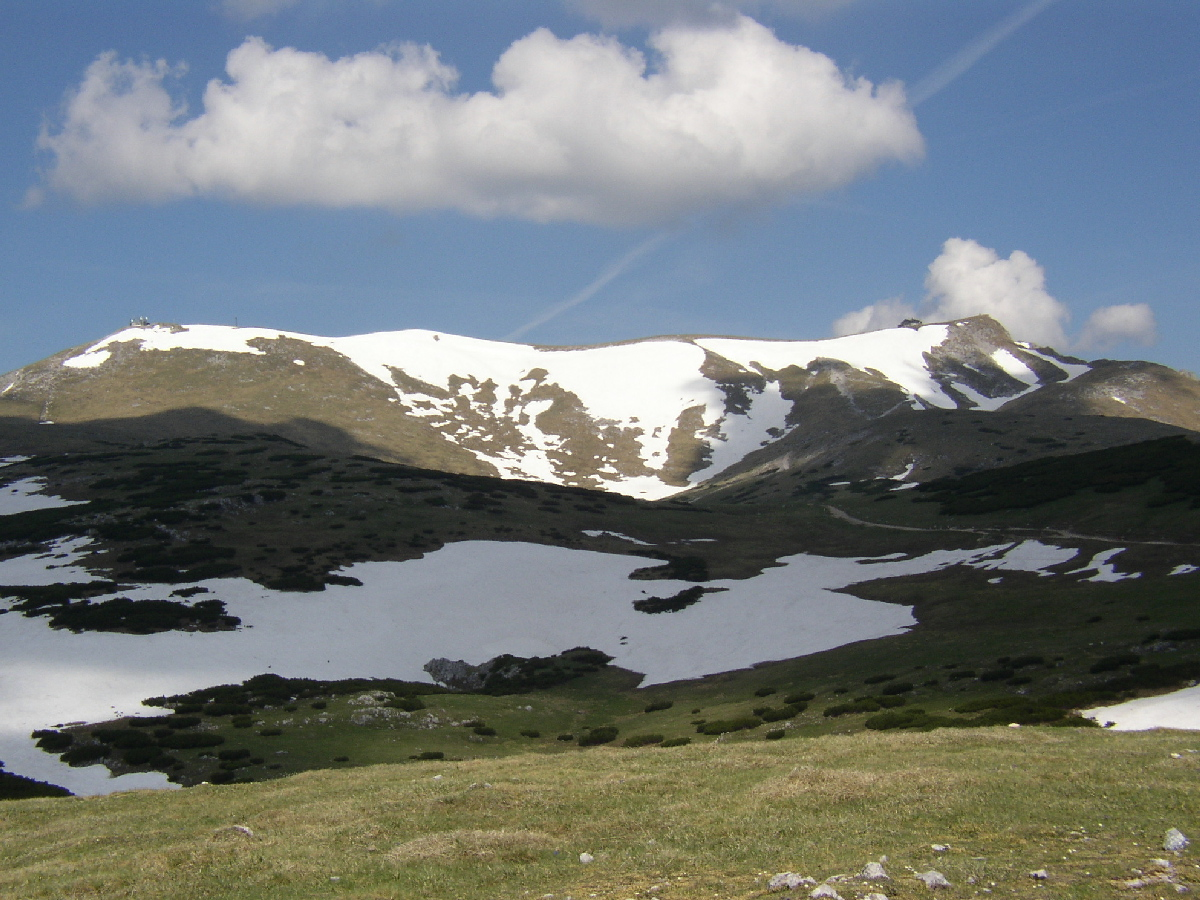
Balra Klosterwappen, jobbra a Kaiserstein

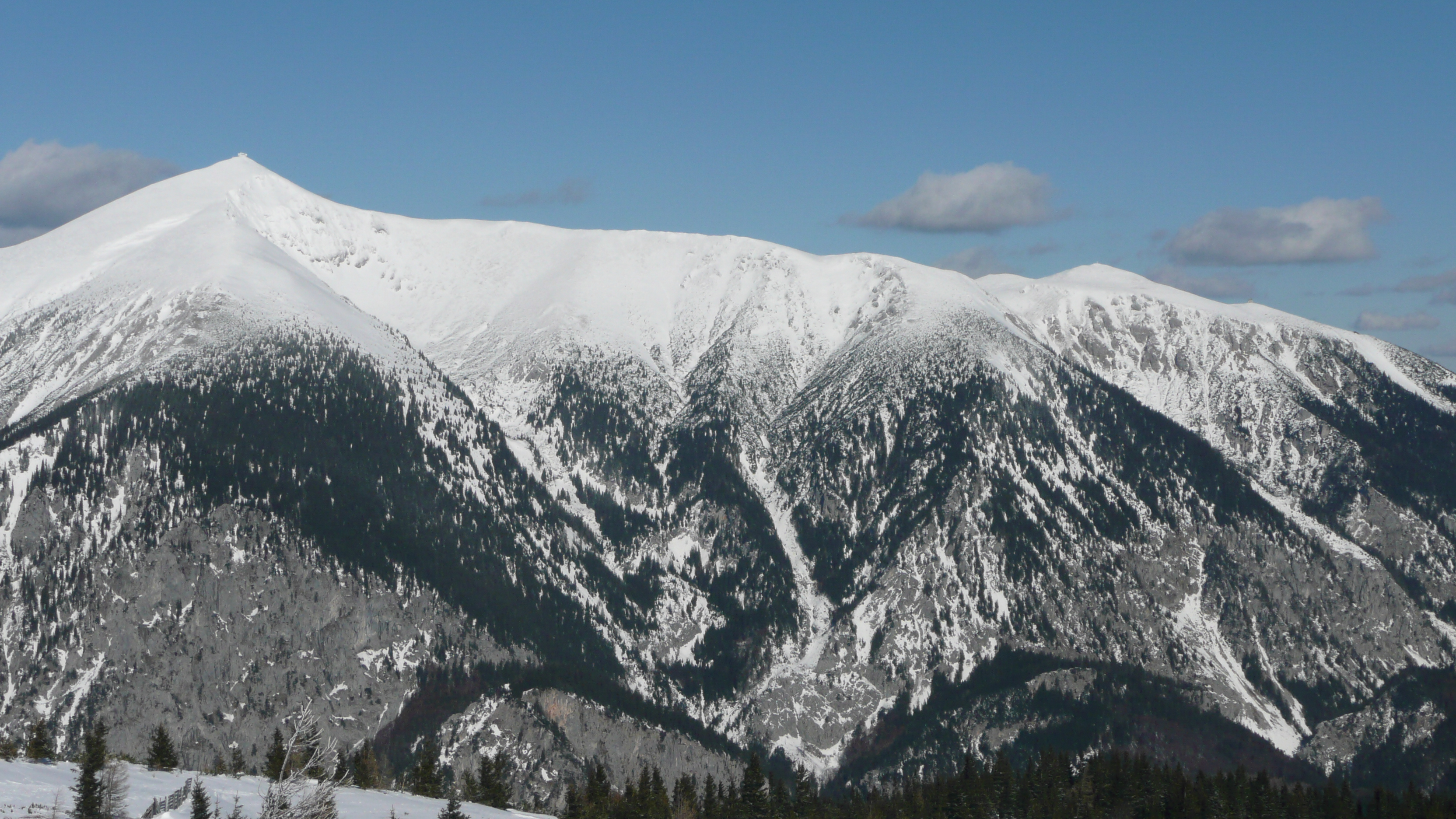
A Schneeberg a Raxról tekintve: balra a Klosterwappen csúcs

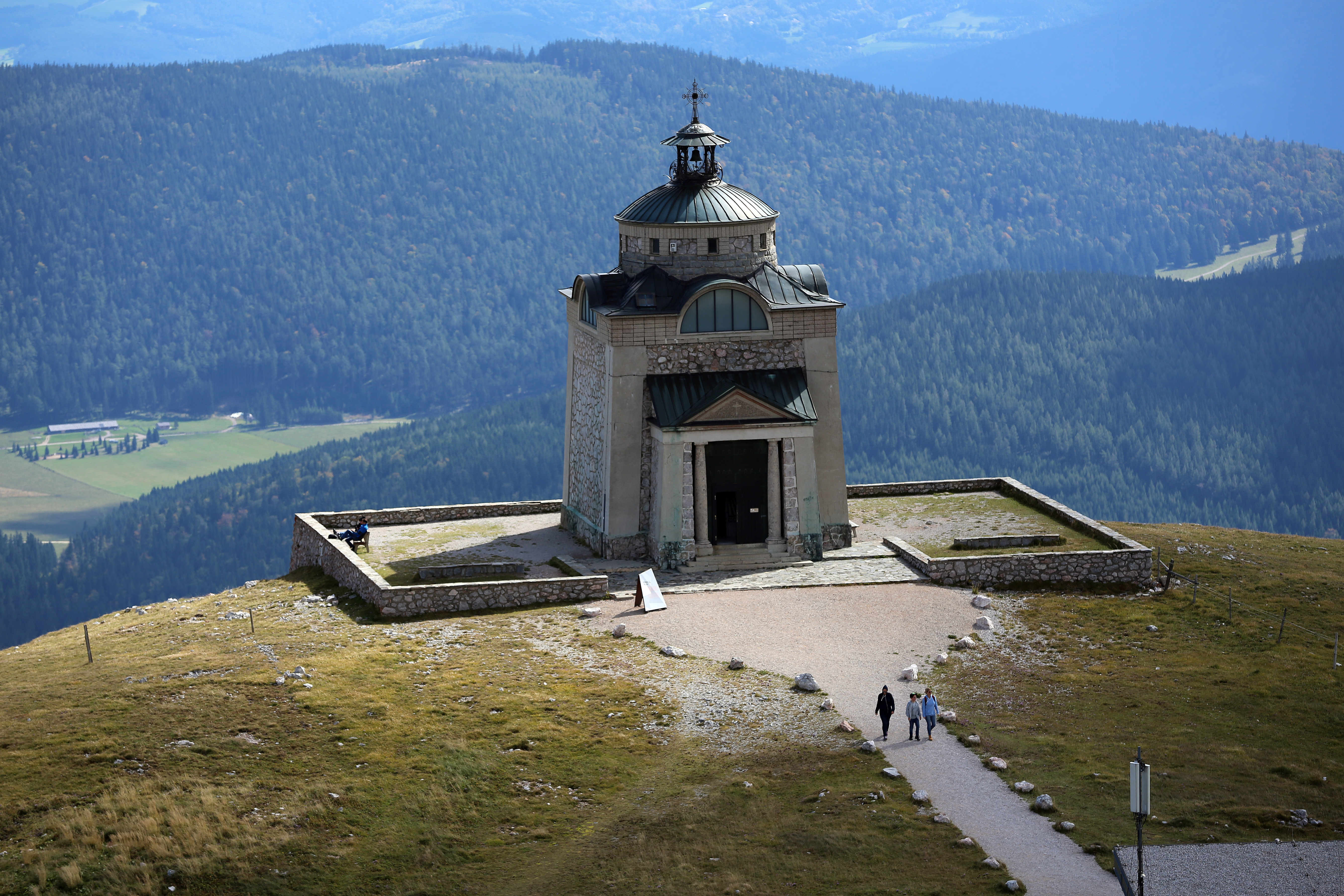
Erzsébet-kápolna

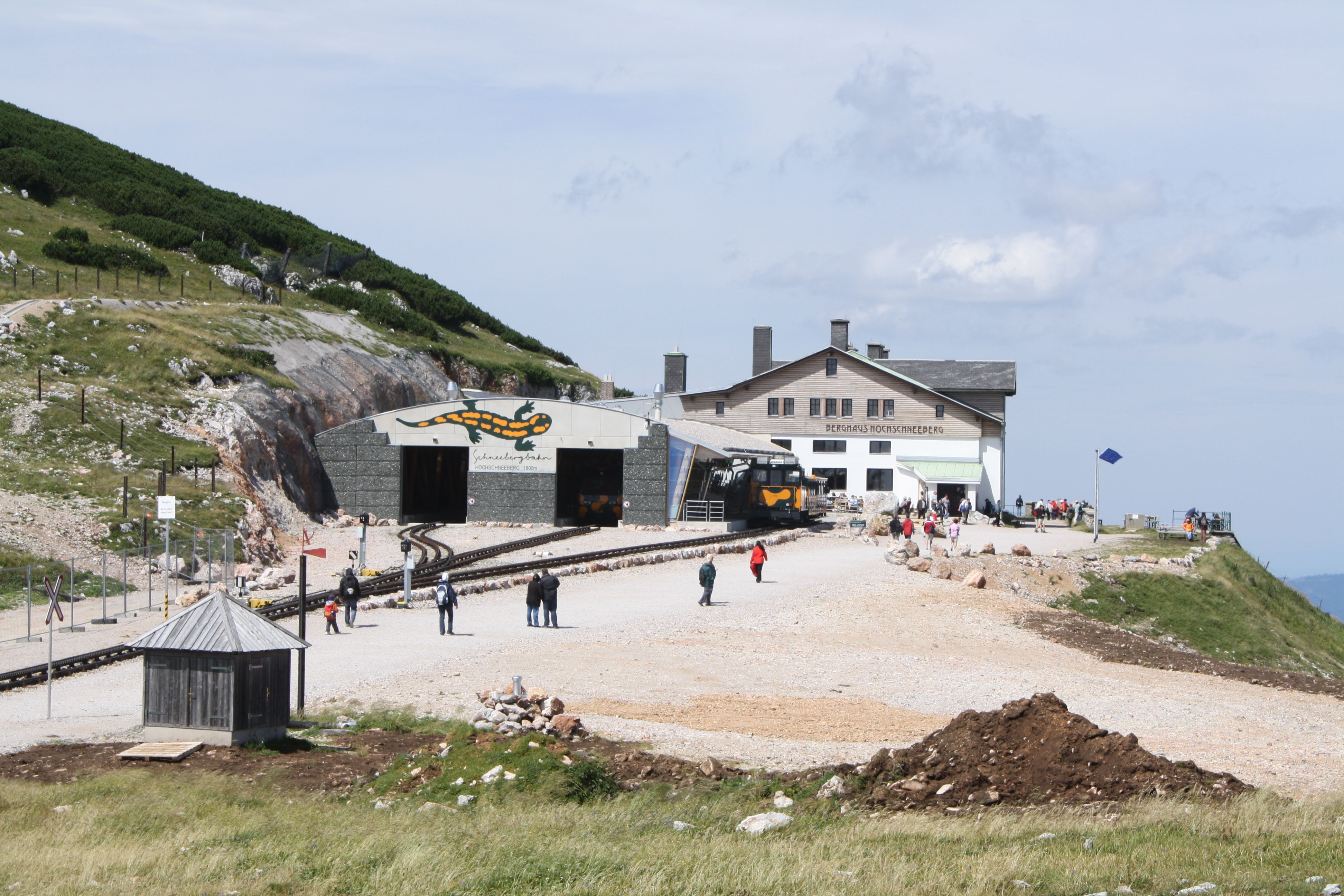
A Schneebergbahn fogaskerekű vasút végállomása és a menedékház

Mészkő a hegyalkotó kőzete, meredek oldalfala van és fent széles platója. A magasságából adódóan a Schneeberget fent gyephavas növényzet jellemzi. Időjárás szempontjából a magashegyekre jellemző veszélyeket hordozza. Nyugatról a Rax határolja, amelyet a mély Höllental (Pokol-völgy) választ el tőle, mint egyedülálló geológiai képződmény. A Magas-Schneebergnek dupla csúcsa van, a Klosterwappen (2076 m) és a Kaiserstein (2061 m). Alattuk a Fischerhütte nevű hegyi fogadó áll.
Az erősen strukturált karsztfennsík 1873 óta a tőle 120 km-re lévő Bécs ivóvízellátását szolgálja.

## Turizmus
A Schneeberg a bécsiek egyik kedvelt hegye, és tiszta időben az osztrák fővárosból is jól látható (65 km távolságra). A hegyre 1897 óta fogaskerekű vasút vezet Puchberg am Schneeberg településről. A vasút végállomása 1796 m magasan épült. A két csúcs a hegyi állomásról egy-két órás túrával elérhető. 1927-ben felvonó is létesült. Nem messze a hegyi állomástól fekszik az Erzsébet-kápolna, ahol Ferenc József császár 1902-ben látogatást is tett és misét mondatott.
A Schneeberg Bécs egyik legfontosabb vízbázisa. A vízkészletek védelme érdekében 2003-ra a hegyi állomás vízellátását és szennyvízelvezetését is megoldották. Az elektromos és távközlési hálózat az 1970-es évektől kezdődően épült ki, a Fischerhütte (2049 m) esetében 1981-ben.
A hegyre tartó túraútvonalak közül a fogaskerekű vasút mentén, a déli oldalon húzódó útvonal a legismertebb. Losenheim Puchberg am Schneebergtől nyugatra fekszik, és az innen induló északi fekvésű Fadenwände mentén vezető út egyenesen a Kaisersteinhoz visz.
A vad Höllentaltól indulóan nyugaton halad egy via ferrata útvonal a Schneeberg felé (A-B nehézségi fokkal), vagy párhuzamosan a Ferdinand-Mayr-Weg útvonalon a Kuhschneebergen keresztül.
Az északkeleti hegyoldal – Nandlgrat, Novembergrat, Herminensteig, Schneider árok – hegymászói felkészültséget igényel, az úton a mászást segítő drótkötelek is vannak.

## Fordítás
Ez a szócikk részben vagy egészben  a   Schneeberg (Rax-Schneeberg-Gruppe) című német Wikipédia-szócikk ezen változatának fordításán alapul.  Az eredeti cikk szerkesztőit annak laptörténete sorolja fel. Ez a jelzés csupán a megfogalmazás eredetét és a szerzői jogokat jelzi, nem szolgál a cikkben szereplő információk forrásmegjelöléseként.